# 岡林教會
台灣基督長老教會岡林教會（白話字：Kong-á-nâ Káu-hoe）位於臺灣臺南市左鎮區，教堂於1867-1871年間設立，是馬雅各來臺灣傳教時，受其影響而興建。2014年，因建物老舊，牧師劉哲民夫婦發起募款，籌得四千餘萬重建五樓高的棕色禮拜堂，大門以舊稱岡仔林教會的白話字題字。

## 建堂起源
1865年，英國長老會差會傳教士馬雅各前往臺灣府城傳道醫病，但因使用來自西方的奎寧、白內障與切除腎結石等手術，遭到漢人醫生仇視、民眾排擠，被迫撤離。後聽聞必麒麟欲前往崗仔林，他認為單純的臺灣原住民更容易接受福音，決定一同前往。到達崗仔林後，馬雅各替在地人治好諸多疾病，廣受在地人愛戴。隨後在地家族李姓捐出土地，建造禮拜堂，促成最早的岡林教會。
關於岡林教會的最早設堂時間，因為年代久遠，史料版本眾多，大多落在1867-1871年間。李姓後人李嘉嵩於自傳《一百年來》寫道，1867年曾祖父李順義奉獻地皮與建築物，但是當時應該還沒有正式設爲教堂，僅作爲信仰交流之用。常須長途跋涉到旗後去禮拜。到了1870年十二月，馬雅各致函向母會報告時，寫道有兩位岡林的兄妹信徒在木柵受洗。當時禮拜日，會有30位信徒前往木柵參加禮拜。若1867年已在岡仔林設堂，那1871年信徒就不太可能還要前往木柵做禮拜，可見兩者文獻互有衝突。1871年的九月，另一名傳教士德馬太（Matthew Dickson）則在報告裡明確提到岡仔林教會。

## 與李姓家族關係
開墾左鎮的有兩大在地家族，一稱為屬漢人的左鎮簡，二為屬西拉雅平埔族人的岡林李。李姓祖先多位曾任臺灣清治時期武官，乾隆末年，李氏第三代李文貴率領族人至岡仔林開墾。1865年，馬雅各來臺傳教，受過荷蘭人統治的平埔族人李家，相比漢人更易親近西方宗教。李氏第六代李順義捐地造堂，方便更多傳道師前來宣講，多位後人也曾服務於岡林教會。地方相傳李姓族人善於口才與唱歌，女性能用圓潤的音質唱讚美歌，且長老能用平埔族語吟唱聖詩。

## 近代歷史
岡林教會歷經五次重建。第四次重建於1965年完成，建築體以有鹹分的菜寮溪砂石為建材。1991年，為了給予主日學兒童適當的教育場所，拆除舊牧師館，改建教育館。而第五次重建是2014年。2006年建築體出現鋼筋外露鏽蝕、水泥退化剝落，且禮拜堂屋頂疑似輕微下陷，遂開始計畫重建。因為建築與裝潢經費需要四千四百多萬元，考量當地信徒無法負擔，2011年，1989年就任的牧師劉哲民發起募款，他與妻子楊如民至全台各教會奔走籌措。2014年，完成五樓高的棕色禮拜堂與一棟可以服務騎乘自行車之人的廁所。
近代岡林教會是一間每週約有近百人穩定在聚會的教會，常見活動有主日禮拜、祈禱會、獻聲隊、女宣團契、青少年團契與主日學與愛餐。此外，教會賦予社區功能，招募在地大學生，免費提供附近國小、國中學生課輔，學生以左鎮國小、左鎮國中為主。左鎮區公所也與岡林教會、澄山教會、左鎮教會簽訂支援協定，發生災難時可做為避難收容處。